# Álpin II de Dalriada
Pour les articles homonymes, voir Eochaid.
Álpin II de Dalriada (mort le 20 juillet 834 ?) et qui serait devenu roi des Scots en 831 selon l'historien du XIVe siècle Jean de Fordun. Toutefois selon Marjorie Ogilvie Anderson, l'année 834 avancée pour la mort d'Alpin, est interférée d'une liste royale fautive et n'a aucune autorité.

## Origine
L'existence de ce roi comme celle de son père putatif Eochaid mac Áeda n'est pas clairement établie. Il n'est pas mentionné dans le Duan Albanach ni dans les Chroniques d'Irlande ni par les Synchronismes de Flann Mainistreach. Il est néanmoins constamment reconnu par les généalogies ultérieures des rois d'Écosse comme un membre de la dynastie des Scots de Dalriada et le père de Cinaeth mac Ailpin bien que ce dernier soit toujours considéré comme le fondateur de la dynastie. Il y a sans doute des confusions avec son homonyme Álpin Ier, le fils d'Eochaid II de Dalriada,. Le nom d'Ailpin pose également question car il n'est pas d'origine gaélique. Cependant, le nom d'Elpin se trouve bien dans la liste dynastique picte et la forme Elffin se trouve dans la dynastie galloise et du royaume de Strathclyde. Il est probable que l'usage de ce patronyme indique une origine ou un contexte picte ou brittonique.

## Règne
Selon la Chronique de Huntingdon suivie sur ce point par Jean de Fordun il régnait sur le Galloway et aurait été tué lors d'un combat contre les Pictes le 20 juillet 834 après un règne de trois ans. Selon cette même chronique son fils Cinaeth mac Ailpin ne serait devenu roi de Dalriada que 10 ans après la mort de son père en 844, après avoir vaincu les danois en 841 et ensuite roi des Pictes dans la 12e année de son règne en 846. Jean de Fordun de son côté en fait le successeur de son père dès 834 et un roi des Pictes en 839...
En réalité il semble que Cinaeth mac Ailpin était un membre d'une branche obscure de la dynastie de Dalriada et qu'il ait mis à profit, peut être en s'alliant avec les envahisseurs nordiques, après la défaite de 839, l'affaiblissement de la dynastie Scoto-Picte de Constantin mac Fergus à laquelle il était sans doute apparenté par sa mère pour s'imposer comme roi de Dalriada puis après avoir vaincu d'autres prétendants comme roi des Pictes. Les Annales des quatre maîtres relèvent d'ailleurs à l'année 835 (recte 839) que :
Godfraith mac Fearghus chef de l'Oirghialla vient en Alba pour fortifier le Dal Riada à la demande de Cinaeth mac Ailpin.
Le Godfraith mac Fergusa évoqué est un chef de clan mi-scandinave mi-gaélique d'après son nom qui fonde une dynastie en Argyll et dans les îles sur le territoire de l'ex royaume de Dalriada et dont la mort est relevée à l'année 851 par les Annales des quatre maîtres. Il semble qu'il occupa la région avec l'accord au moins tacite de Kenneth MacAlpin pendant que ce dernier déplaçait le centre de son pouvoir vers l'est au cœur du pays Picte.

## Sources
- (en) J. P. M. Calise, Pictish Sourcebook, Documents of Medieval Legend and Dark Age History, Londres, Greenwood Press, 2002, 365 p. (ISBN 0313322953), p. 178 Alpín f. Eochaid (Alpin mac Echdach) King of Scots Dál Riata (c.839).
- (en) William Arthur Cumming, The Age of the Picts, Stroud, Sutton Publishing, 1998 (ISBN 0750916087).
- (en) William Forbes Skene, Chronicles Of The Picts, Chronicles Of The Scots, And Other Early Memorials Of Scottish History, H. M. General Register House Edinburgh (1867). Reprint par Kessinger Publishings's (2007),  (ISBN 1432551051).
- (en) Alfred P. Smyth, Warlords and Holy Men Scotland ad 80~1000, Edinburgh, Edinburgh University Press, 1984, 279 p. (ISBN 0748601007), p. 178, 180-185, 191-192.
- (en) Ann Williams, Alfred P. Smyth, D. P. Kirby, A Bibliographical Dictionary of Dark Age Britain (England, Scotland and Wales c.500-c.1050), Londres, Seaby, 1991, 253 p. (ISBN 1 852640472), p. 45.
- (en) Alex Woolf, From Pictland to Alba 789~1070, Edinburgh, Edinburgh University Press, coll. « The New Edinburgh History of Scotland » (no 2), 2007, 384 p. (ISBN 9780748612345), p. 91, 96, 220.